# Katrin
Za Preskus KATRIN (meritev mase elektronskega anti-nevtrina) glej Preskus Karlsruhe Tritium Neutrino
Katrin je žensko osebno ime.

## Izvor imena
Ime Katrin je različica ženskega osebnega imena Katarina.

## Pogostost imena
Po podatkih Statističnega urada Republike Slovenije je bilo na dan 31. decembra 2007 v Sloveniji število ženskih oseb z imenom Katrin: 55.

## Osebni praznik
Osebe z imenom Katrin lahko godujejo takrat kot osebe z imenom Katarina.